# ふりぃ
『ふりぃ』は、阿部真央の1枚目のアルバム。2009年1月21日にポニーキャニオンから発売された。

## 概要
阿部の第1作目のアルバムであり、メジャーデビューした作品である。収録曲は全て、阿部が高校生のときに制作したものである。期間限定生産盤には、表題曲『ふりぃ』のミュージック・ビデオを収録したDVDが付属されている。
1stアルバムということで初期の頃の楽曲を入れたり、自分を知ってもらうために色んなテイストの曲を詰め込もうと思ったという。CD制作の最終段階でデータが全て消滅したため、スタジオに残っていたデータをかき集めて何とか蘇生したことを明らかにしている。アルバム全体のテーマはアルバム名の通り『自由』。アルバム名は『自由に曲を作って、自由に歌わせてもらって、それを自由に詰め合わせた』ことからつけられた。
4曲目の「キレイな唄」は、後に1stシングル「伝えたいこと/I wanna see you」のカップリングとして収録された。
6曲目の「Don't leave me」は、2018年にASCAがカバーした（シングル「凛」収録）。
10曲目の「情けない男の唄」終了後、隠しトラックとして「母の唄」のピアノインストバージョンが収録されている。

## 収録曲
| 全作詞・作曲: 阿部真央。 |                                                         |          |            |            |      |
| #                        | タイトル                                                | 作詞     | 作曲・編曲 | 編曲家     | 時間 |
| 1.                       | 「ふりぃ」                                              | 阿部真央 | 阿部真央   | 小森雄壱   | 3:52 |
| 2.                       | 「人見知りの唄 〜共感してもらえたら嬉しいって話です〜」 | 阿部真央 | 阿部真央   | SKIN-HEADz | 4:43 |
| 3.                       | 「MY BABY」                                             | 阿部真央 | 阿部真央   | 小森雄壱   | 4:03 |
| 4.                       | 「キレイな唄」                                          | 阿部真央 | 阿部真央   | 小森雄壱   | 5:21 |
| 5.                       | 「デッドライン」                                        | 阿部真央 | 阿部真央   | 阿部真央   | 3:02 |
| 6.                       | 「Don't leave me」                                      | 阿部真央 | 阿部真央   | 鬼塚真嗣   | 5:07 |
| 7.                       | 「コトバ」                                              | 阿部真央 | 阿部真央   | 小森雄壱   | 4:36 |
| 8.                       | 「want you DARLING」                                    | 阿部真央 | 阿部真央   | 安藤正和   | 4:16 |
| 9.                       | 「17歳の唄」                                            | 阿部真央 | 阿部真央   | 安藤正和   | 5:38 |
| 10.                      | 「情けない男の唄」                                      | 阿部真央 | 阿部真央   | 阿部真央   | 8:41 |

| #  | タイトル   | 作詞 | 作曲・編曲 | 監督       | 時間 |
| -- | ---------- | ---- | ---------- | ---------- | ---- |
| 1. | 「ふりぃ」 |      |            | 大喜多正毅 | 4:03 |

## タイアップ
- ふりぃ
  - 『CDTV』1月度オープニングテーマ
  - SSTV内「グリコポッキー」CFソング（1/1 - 3/31）
  - コナミデジタルエンタテインメント 「jubeat ripples」収録曲
- MY BABY
  - スキージャム勝山 CFソング
- キレイな唄
  - ホーユー「ビューティーン」CMソング
- want you DARLING
  - ドラマ「鉄道むすめ」オープニングテーマ